# Gnamptopteryx
Gnamptopteryx är ett släkte av fjärilar. Gnamptopteryx ingår i familjen mätare.
Kladogram enligt Catalogue of Life:
| Gnamptopteryx | \| \| Gnamptopteryx comprensata \| \| \| \| \| \| Gnamptopteryx cymatia \| \| \| \| \| \| Gnamptopteryx perficita \| \| \| \| |
|               | \| \| Gnamptopteryx comprensata \| \| \| \| \| \| Gnamptopteryx cymatia \| \| \| \| \| \| Gnamptopteryx perficita \| \| \| \| |
|               | Gnamptopteryx comprensata |
|               | |
|               | Gnamptopteryx cymatia |
|               | |
|               | Gnamptopteryx perficita |
|               | |